# Craspedia coolaminica
Craspedia coolaminica là một loài thực vật có hoa trong họ Cúc. Loài này được J.Everett & Joy Thomps. mô tả khoa học đầu tiên năm 1992.